# Passee
Passee település Németországban, Mecklenburg-Elő-Pomeránia tartományban. Lakosainak száma 184 fő (2023. december 31.).

## Népesség
A település népességének változása:
| Lakosok száma | 184  | 185  | 190  | 196  | 199  | 184  |
|               | 2014 | 2017 | 2019 | 2021 | 2022 | 2023 |